# Портативний мультимедійний програвач
Портативний мультимедійний програвач (ПМП, PMP), іноді називають портативний відеоплеєр (ПВП, PVP), побутовий електронний пристрій, який призначений для зберігання та програвання цифрового медіаконтенту. Цифрові аудіоплеєри, які також можуть показувати зображення і відтворювати відео також належать до ПМП. Як і в аудіоплеєрах дані зазвичай зберігаються на жорсткому диску, Microdrive-і або у флешпам'яті. Інші типи електронних пристроїв, наприклад мобільні телефони та GPS навігатори іноді співвідносять із ПМП, завдяки їхнім можливостям відтворення.

## Типові характеристики

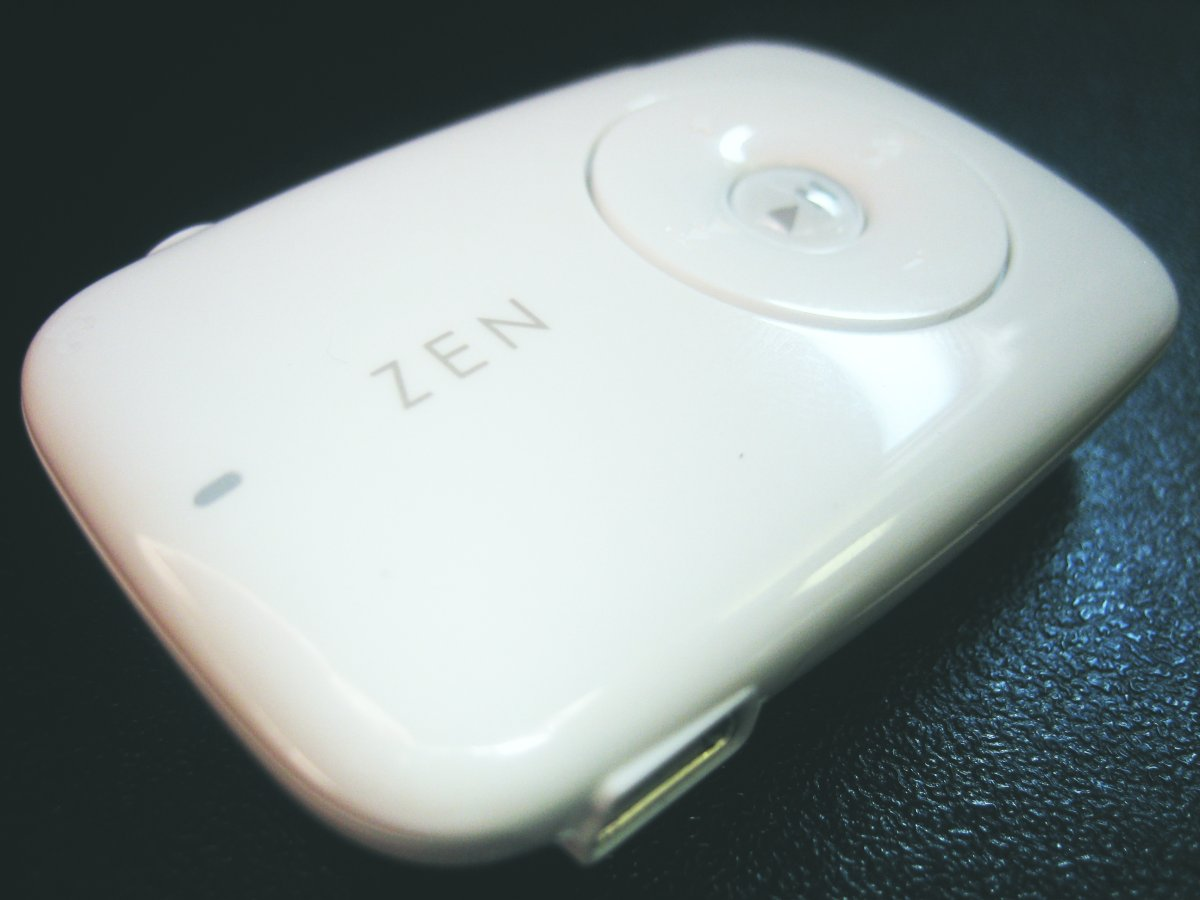
Creative ZEN

ПМП здатні відтворювати цифровий звук, зображення (фотографії) та відео. Як дисплей зазвичай використовують кольоровий LCD або  OLED екран. Деякі плеєри забезпечені здатністю записувати відео, в основному за допомогою додаткового приладдя та кабелів, а також аудіо, за допомогою вбудованого мікрофону, кабелем line-out або радіотюнера. Деякі плеєри додатково забезпечені слотами для карток пам'яті, і рекламуються як плеєри з додатковим пристроєм зберігання інформації або передачі медіаконтенту. Деякі плеєри, забезпечують додатковою функціональністю, такою як емулятор органайзера чи підтримка ігор, наприклад як у iriver clix (через сумісність із Adobe Flash Lite) або PlayStation Portable. Також в деяких плеєрах з'являється можливість виходу в інтернет (завдяки вбудованому Wi-Fi адаптеру, або, в деяких випадках, доступу в мережу через Bluetooth-доступ мобільних телефонів) та можливості перегляду/редагування офісних документів. Як правило такі можливості не є безкоштовними, і впроваджуються в плеєрах, побудованих на високопотужних системах, із операційною системою.
- Відтворення аудіо

Майже всі плеєри сумісні із MP3 аудіо форматом, і багато інших підтримують і WMA, AAC та WAV. Аудіо файли, придбані в інтернет-магазинах або переконвертовані з компакт-дисків повинні містити DRM захист від копіювання, який підтримується більшістю сучасних плеєрів. Деякі програвачі сумісні з відкритими форматами, такими як Ogg Vorbis і FLAC. Кожен пристрій має обмеження бітрейту для кожного із сумісних форматів.
- Відтворення відео

В основному всі сучасні плеєри підтримують формат відео MPEG-4, більшість з них сумісні також із Windows Media Video (WMV) та застарілим AVI форматами. Останнім часом все більше і більше плеєрів забезпечують сумісністю із DivX форматом відео та паралельно із його відкритим аналогом Xvid. Програми, які входять до комплекту плеєрів можуть конвертувати відеофайли у сумісний формат.
- Перегляд малюнків

JPEG формат сумісний з усіма плеєрами, які здатні показувати зображення. Деякі плеєри, наприклад серія iPod, сумісні з іншими форматами файлів, такими як GIF, PNG та TIFF, тоді як інші просто укомплектовуються програмним для конвертації.
- Читання електронних книг

Багато портативних медіаплеєрів обладнують можливістю читання електронних книг. Як правило це txt та/або власний формати файлів. Також деякі плеєри забезпечуються переглядом додаткових текстових файлів, наприклад у форматі FB2, HTML та іншими.

## Синхронізація та передача файлів
ПМП зазвичай укомплектовувалися установчим CD/DVD, що включає драйвера (а для деяких плеєрів також і програмне забезпечення, яке забезпечує безперешкодну передачу файлів між плеєром та комп'ютером). Для сучасних плеєрів, як правило, доступна онлайн підтримка на сайті виробників, або операційні системи самостійно визначають пристрої, або як пристрої протоколів UMS (клас USB-пристроїв для зберігання інформації) або MTP (протокол перенесення медіаданих).

## Апаратна складова
- Накопичувач

Як і у випадку з mp3-плеєрами, так і ПМП основані на як на флешпам'яті, так і на жорстких дисках. Потенціал місткості для флешпам'яті досягли до 32 ГБ для ПМП, вперше досягнуто в Creative ZEN плеєрі, і до 320 ГБ для жорсткого диска, вперше впроваджено в Archos 7.
Деяка кількість плеєрів обладнана слотами для карт пам'яті, в основному CompactFlash (CF), Secure Digital (SD), та Memory Stick типами. Вони використовуються для перенесення даних із зовнішніх пристроїв, а також для розширення власної місткості.
- Користувацький інтерфейс

ПМП використовує стандартний 5-позиційним джойстиком для навігації, проте існує і використовується багато альтернативних варіантів. Найбільш примітним є механізм «поверни, а потім натисни», який зустрічається в плеєрах iPod та Sansa серії. Додаткові кнопки зазвичай використовуються регулювання гучності, або для швидкого доступу до специфічних функцій.
Вихід нової лінійки плеєрів iPod-Touch, створив хвилю ажіотажу серед виробників медіаплеєрів, які почали розробляти власні моделі сенсорних плеєрів. Відмінністю даного типу плеєрів полягає у практичній відсутності кнопок, а керування відбувається завдяки сенсорному екрану, а при перегляді відеоконтенту використовується практично вся поверхня пристрою.
- Екран

Для повноцінного функціонування відео- та фотофункціонування всі ПМП оснащуються кольоровими екранами. Діапазон розмірів сягає 7 дюймів (17,78 см). Крім того, дуже добре, якщо роздільність сягає WVGA (за шириною 800 пікселів). Більшість екранів показують колір з глибиною в 16-біт, але більш високоякісні відеоорієнтованих пристроях може сягати аж до 24-bit, також відомого як TrueColor, з можливістю показу 16.7 мільйонів кольорів. Зазвичай екрани мають матове покриття, але також бути глянцевими для збільшення інтенсивності кольору та контрастності.
Як вже було написано вище, все більше і більше пристроїв, в наш час[коли?] забезпечуються сенсорними екранами як основними або додатковими методами керування. Це може бути для зручності та/або естетичних мет.